# Альціон яванський
Альціон яванський (Halcyon cyanoventris) — вид сиворакшеподібних птахів родини рибалочкових (Alcedinidae).

## Поширення
Ендемік Індонезії. Мешкає в джунглях і мангрових заростях островів Ява, Балі і Нуса-Пеніда.

## Опис
Яванський альціон сягає завдовжки 27 см. Має великий червоний дзьоб, темну голову, фіолетове оперення грудей і світло-блакитні та білі крила.

## Спосіб життя
Раціон складається в основному з комах, яких він ловить на суші. Але він також полює на рибу.